# Gan Chajim
Gan Chajim (hebrejsky גַּן חַיִּים, doslova „Chajimova zahrada“, v oficiálním přepisu do angličtiny Gan Hayyim, přepisováno též Gan Haim) je vesnice typu mošav v Izraeli, v Centrálním distriktu, v Oblastní radě Drom ha-Šaron.

## Geografie
Leží v nadmořské výšce 63 metrů v hustě osídlené a zemědělsky intenzivně využívané pobřežní nížině, respektive Šaronské planině.
Obec se nachází 9 kilometrů od břehu Středozemního moře, cca 19 kilometrů severovýchodně od centra Tel Avivu, cca 68 kilometrů jižně od centra Haify a 2 kilometry severně od města Kfar Saba, s nímž je stavebně prakticky propojen. Gan Chajim obývají Židé, přičemž osídlení v tomto regionu je etnicky převážně židovské. Pouze 5 kilometrů severovýchodním směrem ovšem leží město Tira, které je součástí pásu měst a vesnic obývaných izraelskými Araby – takzvaný Trojúhelník. 5 kilometrů na východ od mošavu se za Zelenou linií oddělující vlastní Izrael v mezinárodně uznávaných hranicích od okupovaného Západního břehu Jordánu rozkládá velké palestinské arabské město Kalkílija.
Gan Chajim je na dopravní síť napojen pomocí místní silnice číslo 554.

## Dějiny
Gan Chajim byl založen v roce 1935 jako jedna z deseti nových židovských osad zřízených onoho roku v tehdejší mandátní Palestině. Pojmenován byl podle sionistického aktivisty a politika (a později i prvního prezidenta Izraele) Chajima Weizmanna. Zakladateli vesnice byla skupina zemědělských dělníků s předchozí zkušeností s hospodařením.
Před rokem 1949 měl Gan Chajim rozlohu katastrálního území 480 dunamů (0,48 kilometru čtverečního). Správní území obce v současnosti dosahuje 1500 dunamů (1,5 kilometru čtverečního). Místní ekonomika je založena na zemědělství (pěstování citrusů a zeleniny a chov drůbeže).

## Demografie
Podle údajů z roku 2014 tvořili naprostou většinu obyvatel v Gan Chajim Židé (včetně statistické kategorie "ostatní", která zahrnuje nearabské obyvatele židovského původu ale bez formální příslušnosti k židovskému náboženství).
Jde o menší sídlo vesnického typu s dlouhodobě rostoucí populací. K 31. prosinci 2014 zde žilo 836 lidí. Během roku 2014 populace klesla o 2,1 %.
| Rok            | 1948 | 1961 | 1972 | 1983 | 1995 | 2001 | 2003 | 2004 | 2005 | 2006 | 2007 | 2008 | 2009 | 2010 | 2011 | 2012 | 2013 | 2014 |
| -------------- | ---- | ---- | ---- | ---- | ---- | ---- | ---- | ---- | ---- | ---- | ---- | ---- | ---- | ---- | ---- | ---- | ---- | ---- |
| Počet obyvatel | 146  | 232  | 220  | 263  | 397  | 591  | 638  | 666  | 678  | 705  | 707  | 694  | 796  | 831  | 842  | 830  | 854  | 836  |